# Macropsis scutellatus
Macropsis scutellatus är en insektsart som beskrevs av Karl Henrik Boheman 1845. Macropsis scutellatus ingår i släktet Macropsis och familjen dvärgstritar. Inga underarter finns listade i Catalogue of Life.